# ربع رومي (مسلسل)
ربع رومي مسلسل كوميدي مصري من إنتاج سنة 2018. المسلسل من إخراج معتز التوني، وتأليف تامر إبراهيم، ومن بطولة مصطفى خاطر، ومحمد سلام، وهالة فاخر، وبيومي فؤاد، وإدوارد.

## القصة
تدور الأحداث في إطار كوميدي خفيف حول شقيقين تعيش أسرتهما في مستوى بسيط، ويسعى الشابين إلى تحقيق النجاح في عملهما، ويعمل والدهما في هيئة الآثار، وإذا به يقرر سرقة كنز من أحد المقابر؛ لكن لعنة ما تصيبه تحوله في كل مرة إلى شيء جديد، فيبدأ الجميع في البحث عن حل لهذه اللعنة.

## طاقم التمثيل
- مصطفى خاطر[4]
- محمد سلام
- هالة فاخر
- بيومي فؤاد
- إدوارد
- ميرنا جميل
- هاجر أحمد
- محسن منصور
- سامي مغاوري
- أحمد حلاوة
- عايدة رياض
- علاء مرسي
- إيمان السيد
- محمد الصاوي
- منير مكرم
- ياسر الطوبجي
- أحمد التهامي
- محمد حسني
- رضا إدريس
- محمد فاروق شيبا
- إبراهيم فرح
- حسين أبو حجاج
- محمود جليفون
- محمد أنور
- سعيد صديق
- ويزو
- كريم محمود عبد العزيز
- سليمان عيد
- إنعام سالوسة
- فتحي عبد الوهاب
- أحمد فهمي
- أشرف عبد الباقي
- عمرو الليثي
- سمير العصفوري
- بدرية طلبة
- عبير صبري
- أحمد محارب

## إنتاج
- كتب تامر إبراهيم قصة المسلسل، وكان المسلسل من أخراج معتز التوني، وإنتاج تامر مرسي.

## وصلات خارجية
- ربع رومي (مسلسل) على موقع قاعدة بيانات الأفلام العربية